# منتخب بنين لكأس ديفيز
منتخب بنين لكأس ديفيز (بالفرنسية: Équipe du Bénin de Coupe Davis)‏ هو ممثل بنين الرسمي في كرة المضرب في كأس ديفيز.